# Hemorrhois
Genre
Hemorrhois est un genre de serpents de la famille des Colubridae.

## Répartition
Les espèces de ce genre se rencontrent dans le sud de l'Europe et dans le nord de l'Afrique, jusqu'en Asie, en passant par la péninsule Arabique, le Moyen-Orient et le Caucase.

## Liste des espèces
Selon The Reptile Database (28 déc. 2011) :
- Hemorrhois algirus (Jan, 1863)
- Hemorrhois hippocrepis (Linnaeus, 1758)
- Hemorrhois nummifer (Reuss, 1834)
- Hemorrhois ravergieri (Ménétries, 1832)

## Publication originale
- Boie, 1826 : Merkmale einiger japonischen Lurche. Isis von Oken, vol. 18, p. 203-215 (texte intégral).